# Werner Frei
Werner Frei (* 10. Juni 1944) ist ein ehemaliger Schweizer Fussballtorhüter, der die meiste Zeit seiner Karriere beim FC Winterthur spielte.

## Karriere
1964 wechselte Frei vom Winterthurer Quartierverein FC Tössfeld als Ersatztorhüter zum FC Zürich in die höchste Schweizer Spielklasse. In den drei Jahren als Ersatztorhüter kam er zu zwei Ligaeinsätzen für die Zürcher.
Drei Jahre später kehrte er in seine Heimatstadt zurück und wurde vom NLA-Absteiger FC Winterthur verpflichtet. Dort konnte er sich im Tor gegen Franco Caravatti durchsetzen und konnte als erster Torhüter seinen Teil zum sofortigen Wiederaufstieg des Vereins beitragen. Diese Position behielt er zunächst auch in der Nationalliga A bei, bis er im Herbst 1970 vom neuen Trainer Willy Sommer auf die Ersatzbank geschickt wurde. Doch auch dort hielt er dem FCW die Treue und wurde nach dem Abgang Küngs 1975 nochmals erste Wahl zwischen den Winterthurer Torposten. Nach einer Saison erklärte er in jedoch seinen Rücktritt. Insgesamt hütete Frei von 1967 bis 1976 während 69 bzw. 70 Spielen in der höchsten Spielklasse das Winterthurer Gehäuse.
Als im Herbst 1978 in Winterthur mit René Deck und Ersatzmann Thomas Manger beide Torhüter ausfielen, gab Werner Frei –bereits bei den Winterthurer Veteranen spielend– nochmals ein Comeback. Die Klubleitung akzeptierte dabei auch Freis Wunsch, sich nur noch mit Tennis und Waldlauf selbst fit zu halten. Frei nahm jeweils nur noch an der Massage der 1. Mannschaft teil, stand aber wieder als Goalkeeper des Fanionteams im Einsatz. Dieses Engagement verlängerte er für die Saison 1979/80 nochmals und gab erst danach seinen abermaligen «vorläufigen Rücktritt».